# WTA-seizoen 2005

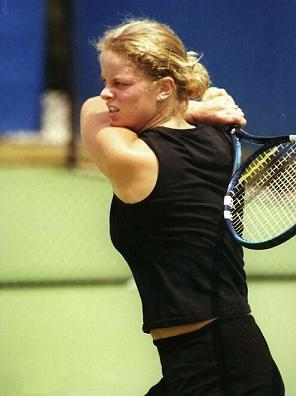
Winnares van de meeste enkelspeltitels: Kim Clijsters

De WTA organiseerde in het seizoen 2005 onderstaande tennistoernooien.

## Winnaressen enkelspel met meer dan twee titels
| speelster              | aantal titels |
| ---------------------- | ------------- |
| Kim Clijsters          | 9             |
| Lindsay Davenport      | 6             |
| Justine Henin-Hardenne | 4             |
| Amélie Mauresmo        | 4             |
| Maria Sjarapova        | 3             |
| Nicole Vaidišová       | 3             |

## WTA-toernooikalender 2005
| Startdatum hoofdtoernooi | Officiële naam van het toernooi | Land, stad                          | Cat.     | ($)       | Ondergrond        | Winnares enkelspel     |         |
| ------------------------ | ------------------------------- | ----------------------------------- | -------- | --------- | ----------------- | ---------------------- | ------- |
| 2005-01-03               | ASB Classic                     | Nieuw-Zeeland, Auckland             | Tier IV  | 140.000   | hardcourt, buiten | Katarina Srebotnik     | details |
| 2005-01-02               | Uncle Tobys Hardcourts          | Australië, Gold Coast               | Tier III | 170.000   | hardcourt, buiten | Patty Schnyder         | details |
| 2005-01-09               | Moorilla International          | Australië, Hobart                   | Tier V   | 110.000   | hardcourt, buiten | Zheng Jie              | details |
| 2005-01-09               | Women's Classic                 | Australië, Canberra                 | Tier V   | 110.000   | hardcourt, buiten | Ana Ivanović           | details |
| 2005-01-09               | Medibank International          | Australië, Sydney                   | Tier II  | 585.000   | hardcourt, buiten | Alicia Molik           | details |
| 2005-01-17               | Australian Open                 | Australië, Melbourne                | G.S.     | 5.952.601 | hardcourt, buiten | Serena Williams        | details |
| 2005-01-31               | Volvo Women's Open              | Thailand, Pattaya                   | Tier IV  | 170.000   | hardcourt, buiten | Conchita Martínez      | details |
| 2005-02-01               | Toray Pan Pacific Open          | Japan, Tokio                        | Tier I   | 1.300.000 | tapijt, binnen    | Maria Sjarapova        | details |
| 2005-02-07               | Open Gaz de France              | Frankrijk, Parijs                   | Tier II  | 585.000   | tapijt, binnen    | Dinara Safina          | details |
| 2005-02-07               | Hyderabad Open                  | India, Haiderabad                   | Tier IV  | 140.000   | hardcourt, buiten | Sania Mirza            | details |
| 2005-02-13               | Cellular South Cup              | Verenigde Staten, Memphis           | Tier III | 170.000   | hardcourt, binnen | Vera Zvonarjova        | details |
| 2005-02-14               | Proximus Diamond Games          | België, Antwerpen                   | Tier II  | 585.000   | tapijt, binnen    | Amélie Mauresmo        | details |
| 2005-02-14               | Copa Colsanitas                 | Colombia, Bogota                    | Tier III | 170.000   | gravel, buiten    | Flavia Pennetta        | details |
| 2005-02-21               | Abierto Mexicano Telcel         | Mexico, Acapulco                    | Tier III | 180.000   | gravel, buiten    | Flavia Pennetta        | details |
| 2005-02-21               | Qatar Total Open                | Qatar, Doha                         | Tier II  | 600.000   | hardcourt, buiten | Maria Sjarapova        | details |
| 2005-02-28               | Duty Free Women's Open          | Verenigde Arabische Emiraten, Dubai | Tier II  | 1.000.000 | hardcourt, buiten | Lindsay Davenport      | details |
| 2005-03-09               | Pacific Life Open               | Verenigde Staten, Indian Wells      | Tier I   | 2.100.000 | hardcourt, buiten | Kim Clijsters          | details |
| 2005-03-23               | Nasdaq-100 Open                 | Verenigde Staten, Miami             | Tier I   | 3.115.000 | hardcourt, buiten | Kim Clijsters          | details |
| 2005-04-04               | Bausch & Lomb Champ's           | Verenigde Staten, Amelia Island     | Tier II  | 585.000   | gravel, buiten    | Lindsay Davenport      | details |
| 2005-04-11               | Family Circle Cup               | Verenigde Staten, Charleston        | Tier I   | 1.300.000 | gravel, buiten    | Justine Henin-Hardenne | details |
| 2005-04-25               | J&S Cup                         | Polen, Warschau                     | Tier II  | 585.000   | gravel, buiten    | Justine Henin-Hardenne | details |
| 2005-04-25               | Estoril Open                    | Portugal, Estoril                   | Tier IV  | 140.000   | gravel, buiten    | Lucie Šafářová         | details |
| 2005-05-02               | Qatar Total German Open         | Duitsland, Berlijn                  | Tier I   | 1.300.000 | gravel, buiten    | Justine Henin-Hardenne | details |
| 2005-05-02               | GP de SAR Pr. Lalla Meryem      | Marokko, Rabat                      | Tier IV  | 140.000   | gravel, buiten    | Nuria Llagostera Vives | details |
| 2005-05-09               | Telecom Italia Masters          | Italië, Rome                        | Tier I   | 1.300.000 | gravel, buiten    | Amélie Mauresmo        | details |
| 2005-05-09               | ECM Prague Open                 | Tsjechië, Praag                     | Tier IV  | 140.000   | gravel, buiten    | Dinara Safina          | details |
| 2005-05-16               | Istanbul Cup                    | Turkije, Istanbul                   | Tier III | 200.000   | gravel, buiten    | Venus Williams         | details |
| 2005-05-16               | Internationaux de Strasbourg    | Frankrijk, Straatsburg              | Tier III | 170.000   | gravel, buiten    | A Medina Garrigues     | details |
| 2005-05-23               | Roland Garros                   | Frankrijk, Parijs                   | G.S.     | 5.301.154 | gravel, buiten    | Justine Henin-Hardenne | details |
| 2005-06-06               | DFS Classic                     | Verenigd Koninkrijk, Birmingham     | Tier III | 200.000   | gras, buiten      | Maria Sjarapova        | details |
| 2005-06-13               | Hastings Direct Int'l Champ's   | Verenigd Koninkrijk, Eastbourne     | Tier II  | 585.000   | gras, buiten      | Kim Clijsters          | details |
| 2005-06-13               | Ordina Open                     | Nederland, Rosmalen                 | Tier III | 170.000   | gras, buiten      | Klára Koukalová        | details |
| 2005-06-20               | Wimbledon                       | Verenigd Koninkrijk, Londen         | G.S.     | 7.385.286 | gras, buiten      | Venus Williams         | details |
| 2005-07-11               | Internazionali di Modena        | Italië, Modena                      | Tier IV  | 140.000   | gravel, buiten    | Anna Smashnova         | details |
| 2005-07-18               | Internazionali Femminili        | Italië, Palermo                     | Tier IV  | 140.000   | gravel, buiten    | A Medina Garrigues     | details |
| 2005-07-18               | Western & Southern Open         | Verenigde Staten, Cincinnati        | Tier III | 170.000   | hardcourt, buiten | Patty Schnyder         | details |
| 2005-07-25               | Bank of the West Classic        | Verenigde Staten, Stanford          | Tier II  | 585.000   | hardcourt, buiten | Kim Clijsters          | details |
| 2005-07-25               | Tippmix Budapest GP             | Hongarije, Boedapest                | Tier IV  | 140.000   | gravel, buiten    | Anna Smashnova         | details |
| 2005-08-01               | Acura Classic                   | Verenigde Staten, San Diego         | Tier I   | 1.300.000 | hardcourt, buiten | Mary Pierce            | details |
| 2005-08-08               | JPMorgan Chase Open             | Verenigde Staten, Los Angeles       | Tier II  | 585.000   | hardcourt, buiten | Kim Clijsters          | details |
| 2005-08-08               | Nordea Nordic Light Open        | Zweden, Stockholm                   | Tier IV  | 140.000   | hardcourt, buiten | Katarina Srebotnik     | details |
| 2005-08-15               | Rogers Cup                      | Canada, Toronto                     | Tier I   | 1.300.000 | hardcourt, buiten | Kim Clijsters          | details |
| 2005-08-21               | Pilot Pen Tennis                | Verenigde Staten, New Haven         | Tier II  | 600.000   | hardcourt, buiten | Lindsay Davenport      | details |
| 2005-08-23               | Forest Hills Tennis Classic     | Verenigde Staten, Forest Hills      | Tier IV  | 74.800    | hardcourt, buiten | Lucie Šafářová         | details |
| 2005-08-29               | US Open                         | Verenigde Staten, New York          | G.S.     | 7.147.042 | hardcourt, buiten | Kim Clijsters          | details |
| 2005-09-12               | Wismilak International          | Indonesië, Bali                     | Tier III | 225.000   | hardcourt, buiten | Lindsay Davenport      | details |
| 2005-09-19               | Banka Koper Slovenia Open       | Slovenië, Portorož                  | Tier IV  | 140.000   | hardcourt, buiten | Klára Koukalová        | details |
| 2005-09-19               | China Open                      | China, Peking                       | Tier II  | 585.000   | hardcourt, buiten | Maria Kirilenko        | details |
| 2005-09-19               | Sunfeast Open                   | India, Calcutta                     | Tier III | 170.000   | hardcourt, binnen | Anastasija Myskina     | details |
| 2005-09-26               | Fortis Championships            | Luxemburg, Luxemburg                | Tier II  | 585.000   | hardcourt, binnen | Kim Clijsters          | details |
| 2005-09-26               | Hansol Korea Open               | Zuid-Korea, Seoel                   | Tier IV  | 140.000   | hardcourt, buiten | Nicole Vaidišová       | details |
| 2005-09-26               | Guangzhou Internat'l Open       | China, Guangzhou                    | Tier III | 170.000   | hardcourt, buiten | Yan Zi                 | details |
| 2005-10-03               | Tashkent Open                   | Oezbekistan, Tasjkent               | Tier IV  | 140.000   | hardcourt, buiten | Michaëlla Krajicek     | details |
| 2005-10-03               | Porsche Tennis Grand Prix       | Duitsland, Filderstadt              | Tier II  | 650.000   | hardcourt, binnen | Lindsay Davenport      | details |
| 2005-10-03               | AIG Japan Open                  | Japan, Tokio                        | Tier III | 170.000   | hardcourt, buiten | Nicole Vaidišová       | details |
| 2005-10-10               | Kremlin Cup                     | Rusland, Moskou                     | Tier I   | 1.300.000 | tapijt, binnen    | Mary Pierce            | details |
| 2005-10-10               | PTT Thailand Open               | Thailand, Bangkok                   | Tier III | 200.000   | hardcourt, buiten | Nicole Vaidišová       | details |
| 2005-10-17               | Zürich Open                     | Zwitserland, Zürich                 | Tier I   | 1.300.000 | hardcourt, binnen | Lindsay Davenport      | details |
| 2005-10-24               | Gaz de France Stars             | België, Hasselt                     | Tier III | 170.000   | hardcourt, binnen | Kim Clijsters          | details |
| 2005-10-24               | Generali Ladies Linz            | Oostenrijk, Linz                    | Tier II  | 585.000   | hardcourt, binnen | Nadja Petrova          | details |
| 2005-10-31               | Bell Challenge                  | Canada, Québec                      | Tier III | 170.000   | hardcourt, binnen | Amy Frazier            | details |
| 2005-10-31               | Advanta Championships           | Verenigde Staten, Philadelphia      | Tier II  | 585.000   | hardcourt, binnen | Amélie Mauresmo        | details |
| 2005-11-08               | WTA Tour Championships          | Verenigde Staten, Los Angeles       | WTA      | 3.000.000 | hardcourt, binnen | Amélie Mauresmo        | details |

## Primeurs
Speelsters die in 2005 hun eerste WTA-enkelspeltitel wonnen:
- Zheng Jie (China) in Hobart, Australië
- Ana Ivanović (Servië en Montenegro) in Canberra, Australië
- Sania Mirza (India) in Haiderabad, India
- Lucie Šafářová (Tsjechië) in Estoril, Portugal
- Nuria Llagostera Vives (Spanje) in Rabat, Marokko
- Klára Koukalová (Tsjechië) in Rosmalen, Nederland
- Maria Kirilenko (Rusland) in Peking, China
- Yan Zi (China) in Guangzhou, China
- Michaëlla Krajicek (Nederland) in Tasjkent, Oezbekistan
- Nadja Petrova (Rusland) in Linz, Oostenrijk

## Statistiek van toernooien

### Toernooien per ondergrond
| ondergrond   | aantal | buiten/binnen | aantal |
| ------------ | ------ | ------------- | ------ |
| hardcourt    | 39     | buiten        | 29     |
| hardcourt    | 39     | binnen        | 10     |
| gravel       | 15     | buiten        | 15     |
| groen gravel | 1      | buiten        | 1      |
| gras         | 4      | buiten        | 4      |
| tapijt       | 4      | binnen        | 4      |
| TOTAAL       | 63     |               |        |